# Jimmy Urine
Jimmy Urine, właśc. James Euringer (ur. 7 września 1969 w Nowym Jorku) – amerykański wokalista, muzyk i tekściarz, wokalista zespołu Mindless Self Indulgence.

## Wczesne życie
Euringer urodził się i wychował w Nowym Jorku. Ukończył katolickie liceum.

## Kariera

### Mindless Self Indulgence
Przed utworzeniem Mindless Self Indulgence Urine współpracował ze swoim bratem Markusem wydając album zatytułowany Mindless Self-Indulgence. Następnie założył zespół o tej nazwie, do którego dołączyli gitarzysta Steve Montano (Steve, Righ?) i perkusistka Jennifer Dunn (Kitty).

### Projekty poboczne
Brał udział w muzycznym projekcie pobocznym we współpracy ze Steve’em Montano. Nagrali razem 39-utworowy album pod nazwą The Left Rights. Wydali także drugi album zatytułowany Bad Choices Made Easy. W październiku 2018 roku wydał płytę solową Euringer. Gościnnie wystąpili tam Chantal Claret, Gerard Way, Serj Tankian oraz Grimes.

## Życie prywatne
18 stycznia 2008 Urine poślubił Chantal Claret, wokalistkę Morningwood. 29 stycznia 2019 roku para ogłosiła ciążę Chantal na Instagramie.